# Паслоково
 Паслоково  — деревня в Глазовском районе Удмуртии в составе  сельского поселения Понинское.

## География
Находится на расстоянии примерно 18 км на север-северо-восток по прямой от центра района города Глазов. 

## История
Известна с 1811 года как починок с 4 дворами.  В 1873 году отмечалась как починок Над речкой Омытью (Паслоково), где было дворов 8 и жителей 130, в 1905 20 и 214, в 1924 (Паслоково) 31 и 270 (все удмурты). Работали  колхозы «Работник» и им. Сталина. 

## Население
Постоянное население  составляло 26 человек (удмурты 100%) в 2002 году, 28 в 2012.